# بيدرو هايلبورن
بيدرو هايلبورن (بالإسبانية: Pedro Heilbron)‏ هو كبير الإداريين التنفيذيين بنمي، ولد في 1958 في كولون (بنما) في بنما.